# 23 (Blonde Redhead)
| Recensione     | Giudizio |
| -------------- | -------- |
| AllMusic       |          |
| Tiny Mix Tapes |          |

23 è il settimo album del gruppo musicale statunitense Blonde Redhead, pubblicato nel 2007 dalla 4AD.

## Descrizione
Si tratta del primo disco autoprodotto dalla band, con la supervisione di Mitchell Froom in due tracce (Silently e Top Ranking). Il video del singolo Top Ranking è diretto da Mike Mills e vede Miranda July nei panni dell'unica interprete. Alex Gross è l'autore dell'opera ritratta sulla copertina del disco e intitolata The Tragedy.

## Tracce
Musiche di Amedeo Pace, eccetto dove indicato.
1. 23 – 5:18 (testo: Kazu Makino)
2. Dr. Strangeluv – 4:47 (testo: Kazu Makino)
3. The Dress – 4:00 (testo: Kazu Makino)
4. S.W – 4:35 (testo: Amedeo Pace)
5. Spring and by Summer Fall – 4:15 (testo: Amedeo Pace)
6. Silently – 3:57 (testo: Kazu Makino – musica: Kazu Makino)
7. Publisher – 4:01 (testo: Amedeo Pace)
8. Heroine – 4:11 (testo: Kazu Makino – musica: Amedeo Pace, Kazu Makino)
9. Top Ranking – 3:27 (testo: Kazu Makino)
10. My Impure Hair – 4:52 (testo: Kazu Makino – musica: Kazu Makino, Amedeo Pace)

## Formazione
- Kazu Makino – voce, chitarra ritmica, piano in S.W
- Amedeo Pace – voce, chitarra solista, basso, sequencer, tastiera in 23 e Publisher
- Simone Pace – batteria, percussioni, tastiere